# Vigberto di Fritzlar
Vigberto di Fritzlar, o Wigberto o Wippertus (Regno del Wessex, 670 circa – Fritzlar, 738), è stato un abate anglosassone.
Divenne abate a Fritzlar, dove morì. È venerato come santo dalla Chiesa cattolica.
Dato che pare sia esistito a Fritzlar un prete di nome Wigberto, già fin dai primi tempi fu necessario sbrogliare la matassa della mescolanza d'informazioni, in particolare per quanto riguarda la cronologia. Nelle ricerche i termini si intrecciano. Il più giovane Vigberto era anche lui, a quei tempi, presbitero nel monastero e divenne più tardi probabilmente il terzo abate di Fritzlar.

## Biografia
Vigberto era un monaco preveniente dal monastero anglosassone di Glastonbury ed era un allievo di san Bonifacio. Verso la fine del VII secolo egli operò come missionario in continente e precisamente in Frisia sotto la guida di san Bonifacio e di san Villibrordo
Verso il 720 egli giunse in missione nella regione delle odierne Assia e Turingia, Dopo che Bonifacio nel 723 aveva abbattuto l'Albero di Thor presso Fritzlar, con il legno del medesimo Wigberto fece erigere una cappella ed un anno dopo fondò nel medesimo luogo un convento di monaci. Egli fu nominato da Bonifacio abate del convento (il primo) e direttore della scuola annessa. Dal 737 circa egli fu anche abate del convento di Ohrdruf, dove fondò una scuola per propagatori della fede cristiana in Turingia. In entrambi i conventi egli fu insegnante di Lullo di Magonza, di Megingaudo di Würzburg e di Sturmio di Fulda, tre emergenti missionari che diverranno successivamente abati e vescovi e che verranno innalzati all'onore degli altari.
Wigberto morì a Fritzlar e fu colà sepolto nella Basilica che era stata eretta in sostituzione della cappella fatta costruire da Wigberto con il legno dell'albero di Thor. La data del suo decesso non è nota con precisione: vengono indicati particolarmente i periodi fra il 732 e il 736 e quello fra il 746 e 747.

## Culto
A Fritzlar si trovano ancora alcune reliquie da quando Lullo nel 780 fece traslare la salma di Wigberto nell'abbazia di Hersfeld, della quale Wigberto era santo patrono, così come della cittadina di Hersfeld. I suoi resti tuttavia risultano oggi scomparsi.
Wigberto viene rappresentato con una roncola e con un tralcio di vite, a seguito di una storia miracolosa. Essa narra che un giorno venne a mancare il vino per la santa Messa. Wigberto prese un tralcio di vite appena tagliato, la spremette con le mani dentro il calice e ne sgorgò il vino.
La sua Memoria liturgica cade il 13 agosto ma viene festeggiato talvolta anche il 23 maggio.